# Monique Lepage
Pour les articles homonymes, voir Lepage.
Monique Lepage, née à Montréal le 20 septembre 1929, est une actrice québécoise. Elle est l'ex-épouse du comédien Jacques Létourneau et la mère de la comédienne Anne Létourneau.

## Filmographie
- 1957 : Le Survenant (série télévisée) : Rose-de-Lima Bibeau
- 1957 : Au chenal du moine (série télévisée) : Rose-de-Lima Bibeau
- 1958 : Le Courrier du roy (série télévisée) : Madame de Pompadour
- 1960 : La Côte de sable (série télévisée) : Solange
- 1963 : Rue de l'anse (série télévisée) : Laurence Harvey
- 1968 : Le Paradis terrestre (série télévisée) : Claire Cousineau
- 1973 : Taureau : La Gilbert
- 1978 : Race de monde (série télévisée)
- 1978 : Les Femmes de 30 ans (In Praise of Older Women) de George Kaczender : la comtesse
- 1980 : Les Chiens chauds : Irene
- 1989 : Les Noces de papier (TV) : Gaby
- 1993 : Maria des Eaux-Vives (feuilleton TV)
- 1994 : Jalna (feuilleton TV)
- 1996 : Urgence ("Urgence") (série télévisée) : (1996)